# Wilhelm Stiassny
Wilhelm Stiassny, né le 15 octobre 1842 à Presbourg , et décédé le 11 juillet 1910 à Bad Ischl, est un architecte autrichien d'origine juive, cofondateur du Wiener Bauhütte. Siégeant au conseil municipal de Vienne, il est aussi un membre actif de la communauté juive. En plus des bâtiments résidentiels et commerciaux qu'il a conçus, il est particulièrement célèbre pour avoir intégré le style mauresque dans les nombreuses synagogues qu'il a construites. 

## Sa vie

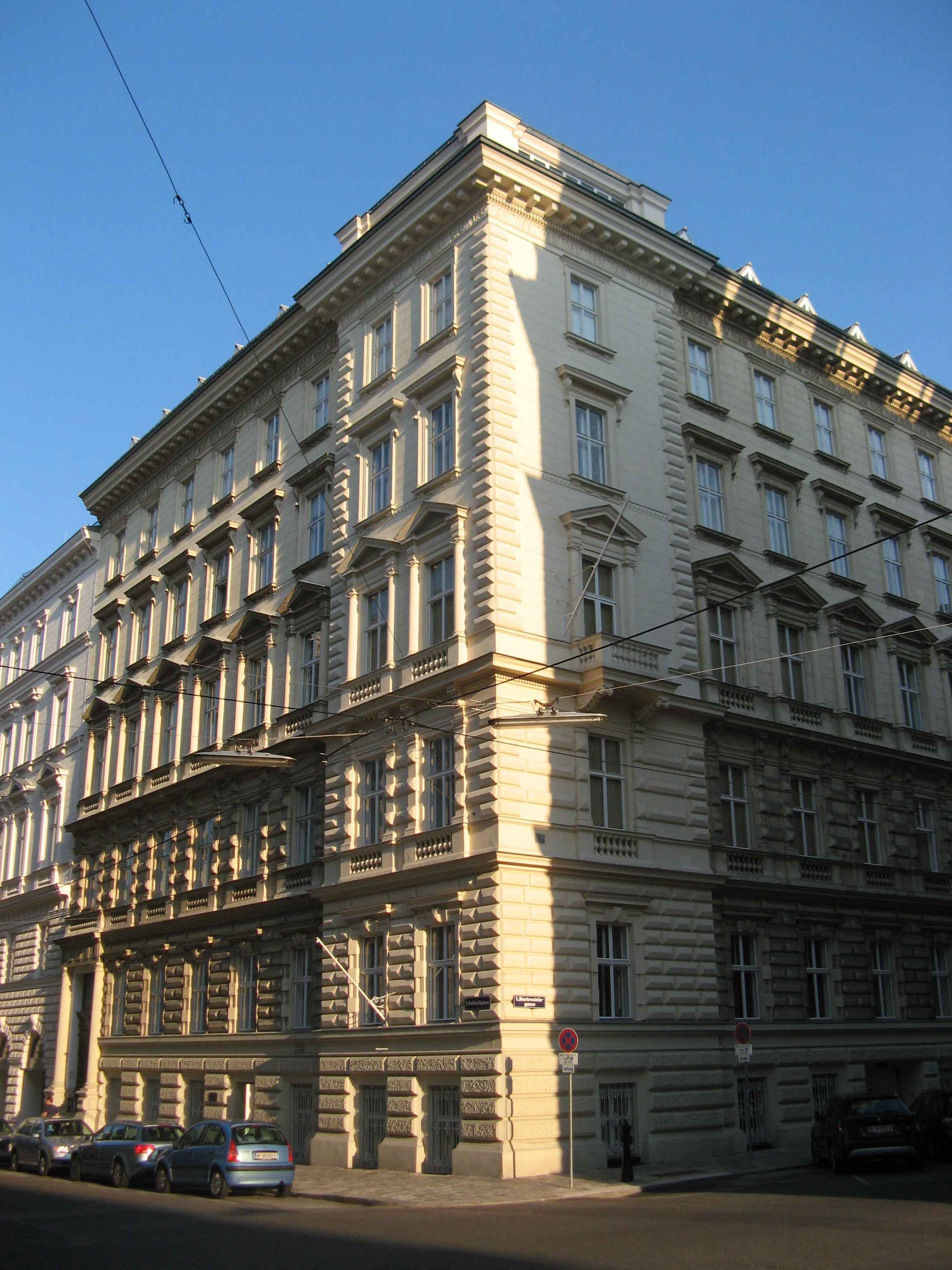
Maison au 3 Doblhoffgasse à Vienne, construite en 1874-1875

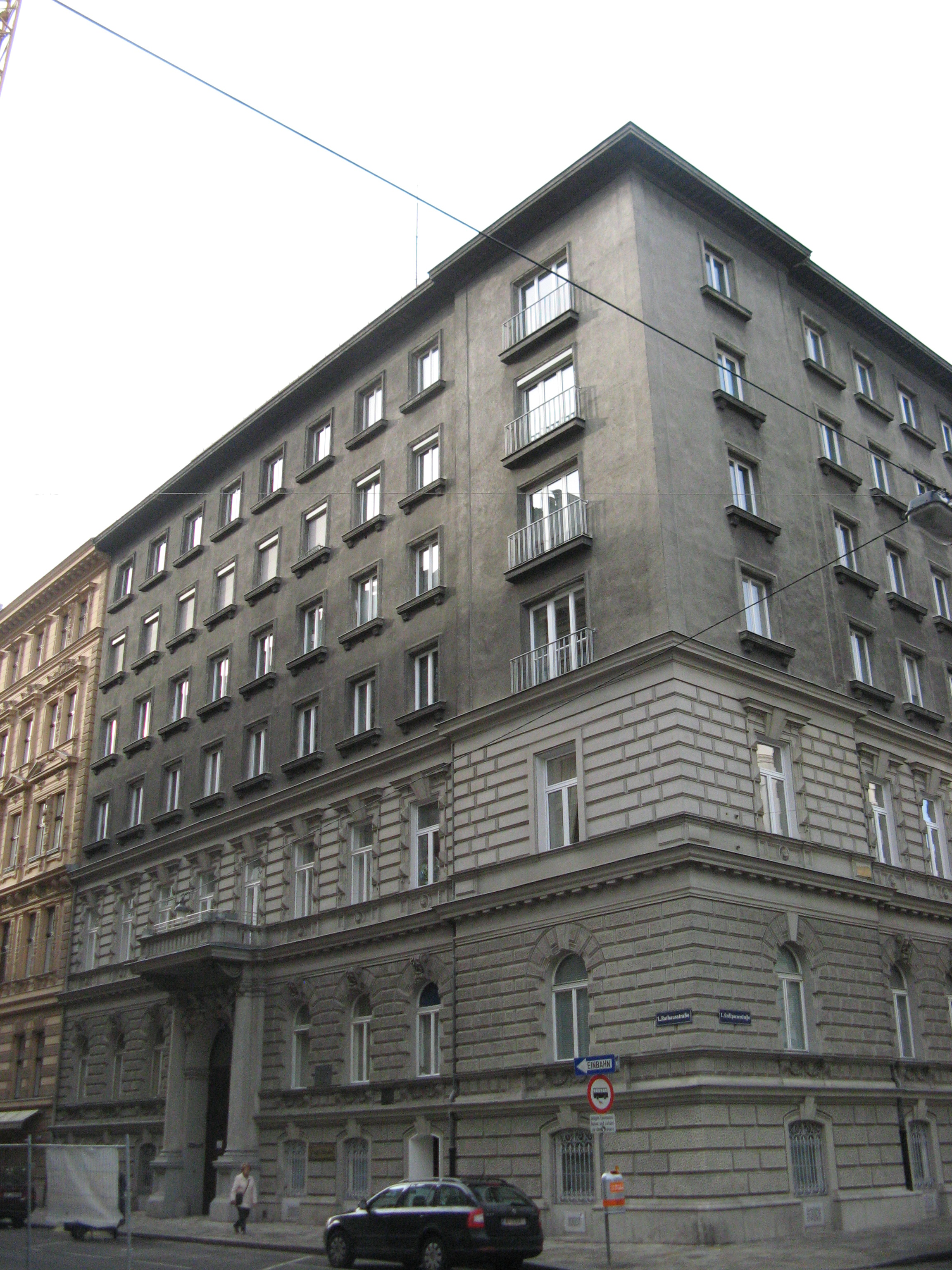
Maison au 13 Rathausstraße à Vienne, construite en 1881-1882 par Wilhelm Stiassny pour sa femme Julia Stiassny. La maison a été partiellement détruite durant la Seconde Guerre mondiale. Seuls les deux étages inférieurs sont d'origine

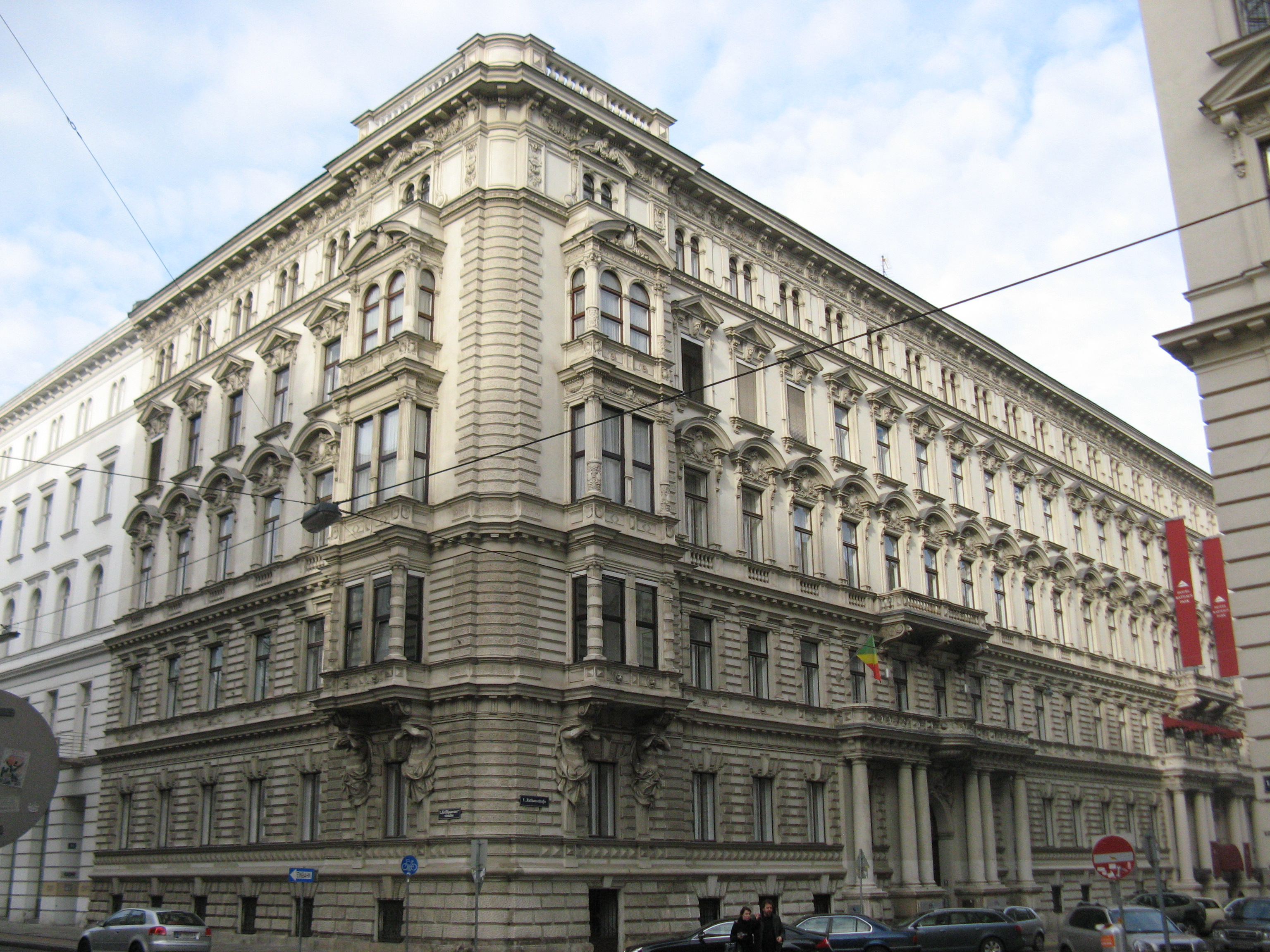
Maison Königswarter au 15-17 Rathausstraße à Vienne, construite en 1882

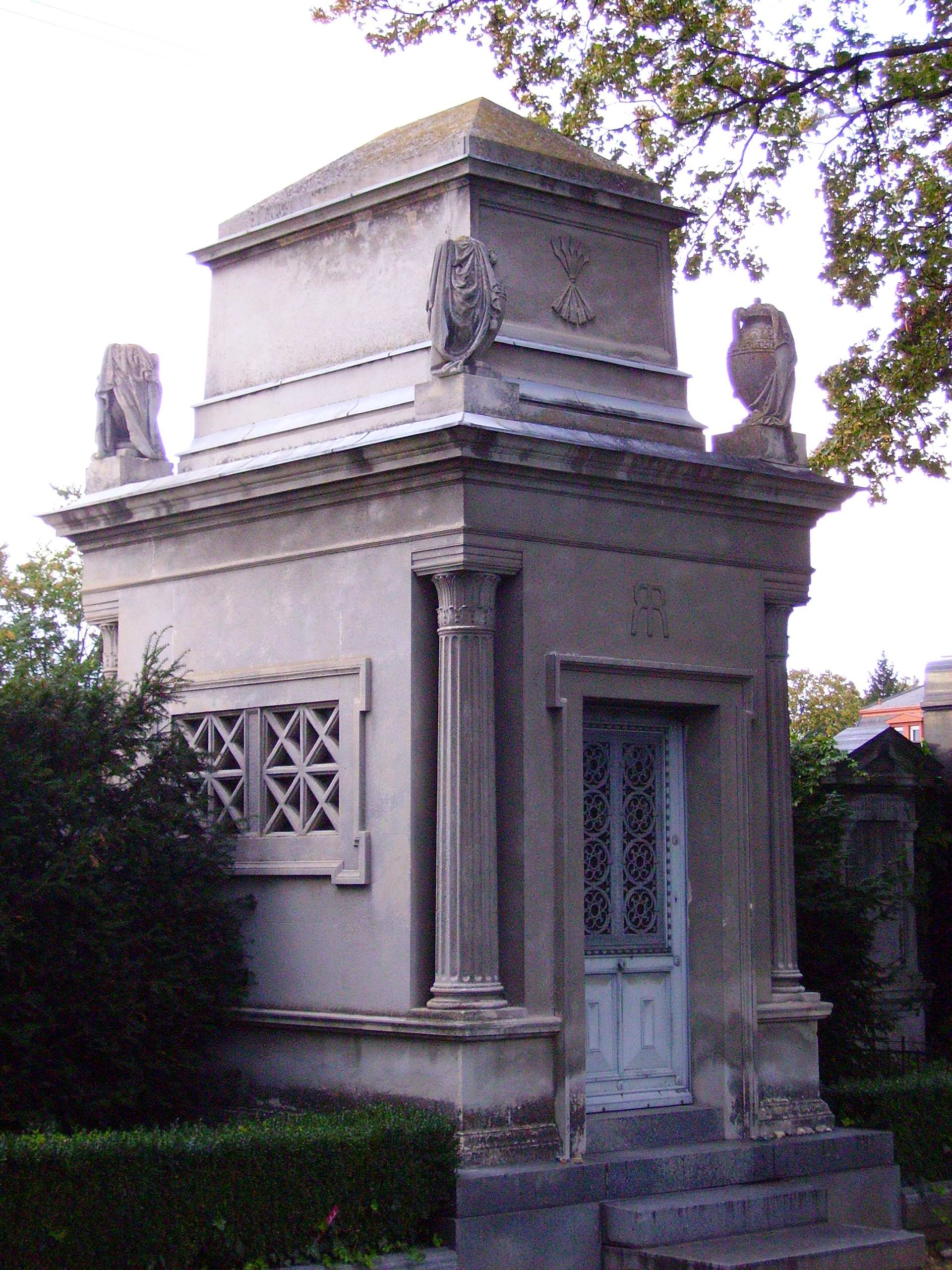
Crypte de la famille Rothschild au cimetière central de Vienne, construite en 1894

Wilhelm Stiassny, fils aîné du marchand Abraham Stiassny et de son épouse Josefine, née Breslauer, est né en 1842 à Presbourg, aujourd'hui Bratislava. Il n'a que quatre ans, quand sa famille s'installe à Vienne dans le quartier du textile. À partir de 1848, Stiassny suit d'abord des cours à l'école paroissiale et à l'école secondaire de Leopoldstadt, puis à l'école secondaire de Heiligenkreuzerhof et ensuite au collège situé au centre-ville de Vienne.      
Dans les années 1857 à 1861, il étudie au k.k. Polytechnisches Institut de Vienne (actuellement Université technique de Vienne), les mathématiques supérieures, la physique, la géométrie descriptive et pratique, la mécanique, l'agriculture, l'hydraulique ainsi que le dessin. En octobre 1861, il rejoint l'académie des beaux-arts où il étudie jusqu'en 1866 l'architecture avec Eduard van der Nüll, Carl Roesner, Friedrich von Schmidt et August Sicard von Sicardsburg. Avec d'autres étudiants, il fonde en 1862 le Wiener Bauhütte, une association d'étudiants de l'Académie, que rejoindra plus tard, presque tous les architectes viennois. En février 1864, il est admis comme membre de l'Association autrichienne des ingénieurs et des architectes
En 1867, après avoir obtenu son diplôme, Stiassny est nommé délégué de la Commission autrichienne pour les travaux d'installation de l'Exposition universelle de Paris, où il fait partie du jury international pour les maisons ouvrières. Ce sujet l'intéresse particulièrement et le conduit en 1868 à la fondation de la société viennoise de construction à but non lucratif, considérée comme précurseur du Sozialbaubewegung (Mouvement de logements sociaux)
Après cinq ans passé dans l'atelier de Friedrich von Schmidt et plusieurs voyages d'études, Stiassny s'installe en 1868 comme architecte indépendant à Vienne. La même année, il épouse Julia Taussig, un Juive hongroise originaire de Székesfehérvár, qui va favoriser la carrière de son mari, avec son salon viennois. Leur fils unique Sigmund nait en 1873. 
Stiassny devient bientôt un des architectes les plus recherchés de Vienne. Il emploie plusieurs collaborateurs dont Ignaz Nathan Reiser (1863-1940), qui sera aussi très impliqué dans la construction de synagogues.             
De 1878 à 1900 et de nouveau de 1904 à 1910, Stiassny est membre du conseil municipal de Vienne en tant que représentant du parti libéral. Il y traite principalement des questions d'architecture et d'urbanisme et doit faire face à un antisémitisme en plein essor. En 1894, il est condamné à douze heures de détention lors d'un procès pour diffamation d'un conseiller municipal antisémite. Ce jugement est confirmé en appel, mais converti en une amende de 50 florins. En 1894-1895, en tant que conseiller municipal de Vienne, il est obligé de quitter son cabinet d'architecte sous la pression antisémite du Christlichsoziale Partei (Parti chrétien-social autrichien) de Karl Lueger.
De 1879 jusqu'à sa mort, Stiassny est membre du conseil de la Communauté juive de Vienne, où il s'occupe principalement des problèmes de construction. Il est également membre fondateur de la loge maçonnique viennoise du B'nai B'rith ainsi que de plusieurs associations d'entraide pour la population juive de VienneIl fréquente les grandes familles juives viennoises comme les Rothschild ou les Königswarter. Outre la construction de résidences d'apparat, Stiassny construit en leur nom de nombreuses institutions de bienfaisance, comme le Israelitisches Blindeninstitut (Institut israélite pour aveugles) de la Fondation Königswarter sur la Hohe Warte à Vienne, ou le Rothschild-Spital (Hôpital de la communauté israélite) à Vienne-Währing.  
Début février 1895, est fondée la Gesellschaft für Sammlung und Conservirung von Kunst- und historischen Denkmälern des Judenthums (Société pour la collecte et la préservation de l'art et des monuments historiques du judaïsme) avec Stiassny comme président élu. Le 1er novembre de la même année, s'ouvre à Vienne, au 13 Rathausstrasse, le premier musée juif au monde. La maison a été construite de 1881 à 1882 par Stiassny pour sa femme et sert jusqu'en 1901, aussi de résidence à sa famille et comme atelier pour Stiassny.
Stiassny est en contact avec Theodor Herzl, le fondateur du sionisme politique depuis 1895. En 1904, est créé à Vienne la Jüdische Kolonisationsverein (Association de colonisation juive) dont Stiassny est le président jusqu'à sa mort. Le programme officiel de l'association est détaillé dans une publication de 54 pages divisée en plusieurs chapitres: géographie de la Palestine; sa population; son commerce; son industrie; ses transports; la colonisation; les colonies juives; problèmes politiques; problèmes financiers. Cette publication présente en détail les premiers plans pour les colonies juives en Palestine. En plus Stiassny élabore un plan pour la future ville de Tel Aviv, sans jamais avoir été en Palestine.  
Stiassny reçoit en 1883 le titre kk Baurat (architecte en chef impérial et royal). Dix ans plus tard, il devient citoyen d'honneur de la ville de Vienne et en 1903, il est décoré de la Croix d'officier de l'ordre de François-Joseph. En 1900-1901, il construit une maison au 8 Krugerstraße dans le centre de Vienne où il vivra et travaillera jusqu'à sa mort. Il meurt le 11 juillet 1910 lors d'une cure thermale à Bad Ischl et est enterré le 14 juillet dans le cimetière central de Vienne.

## Son œuvre
Stiassny est l'un des architectes les plus prolifiques de son époque. Il a construit environ 170 bâtiments résidentiels et commerciaux, des usines, des écoles, des hôpitaux, douze synagogues néo-mauresques et néo-romanes, ainsi que des et monuments funéraires principalement pour des clients juifs.
- 1870–1875: Hôpital Rothschild à Währing, Vienne. Démoli en 1960.
- 1871–1872 : Institut israélite pour les aveugles à  Döbling, Vienne.
- 1871–1872 : Palais Schwab au centre ville de Vienne.
- 1877–1879 : Salle de réception du Cimetière central de Vienne, section israélite, porte 1.
- 1887 : Synagogue à Malacky en Hongrie, presque entièrement détruite par la foudre en 1899 et reconstruite en 1900.
- 1891–1892 : Synagogue de Gablonz, dans la région des Sudètes en République tchèque, détruite lors de la nuit de Cristal en 1938.
- 1892–1893 : Synagogue de la Leopoldsgasse (synagogue polonaise) à Vienne, dévastée lors de la nuit de Cristal en 1938, démolie en 1959-1960.
- 1894–1899 : Synagogue de Stanisławów en Galicie, aujourd'hui Ivano-Frankivsk en Ukraine.
- 1901–1902 : Synagogue de Wiener Neustadt, détruite lors de la nuit de Cristal en 1938.
- 1904–1906 : Synagogue jubilaire, à Prague.
- Nombreux monuments funéraires dont celui de la branche viennoise de la famille Rothschild.

## Synagogues

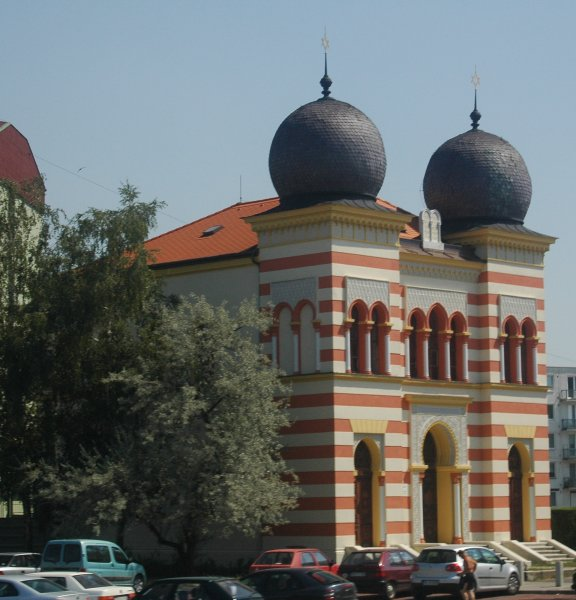
Synagogue de Malacky, construite en 1887, détruite en 1899 et reconstruite en 1900
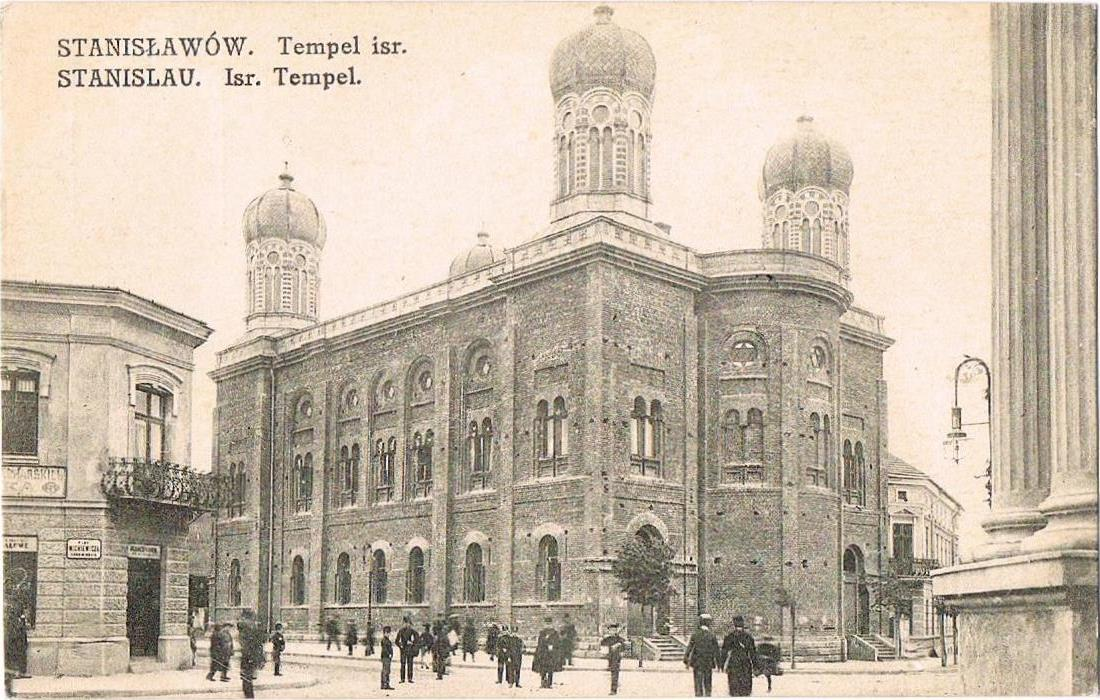
Synagogue de Stanisławów (aujourd'hui: Ivano-Frankivsk), inaugurée en 1899; carte postale de 1910
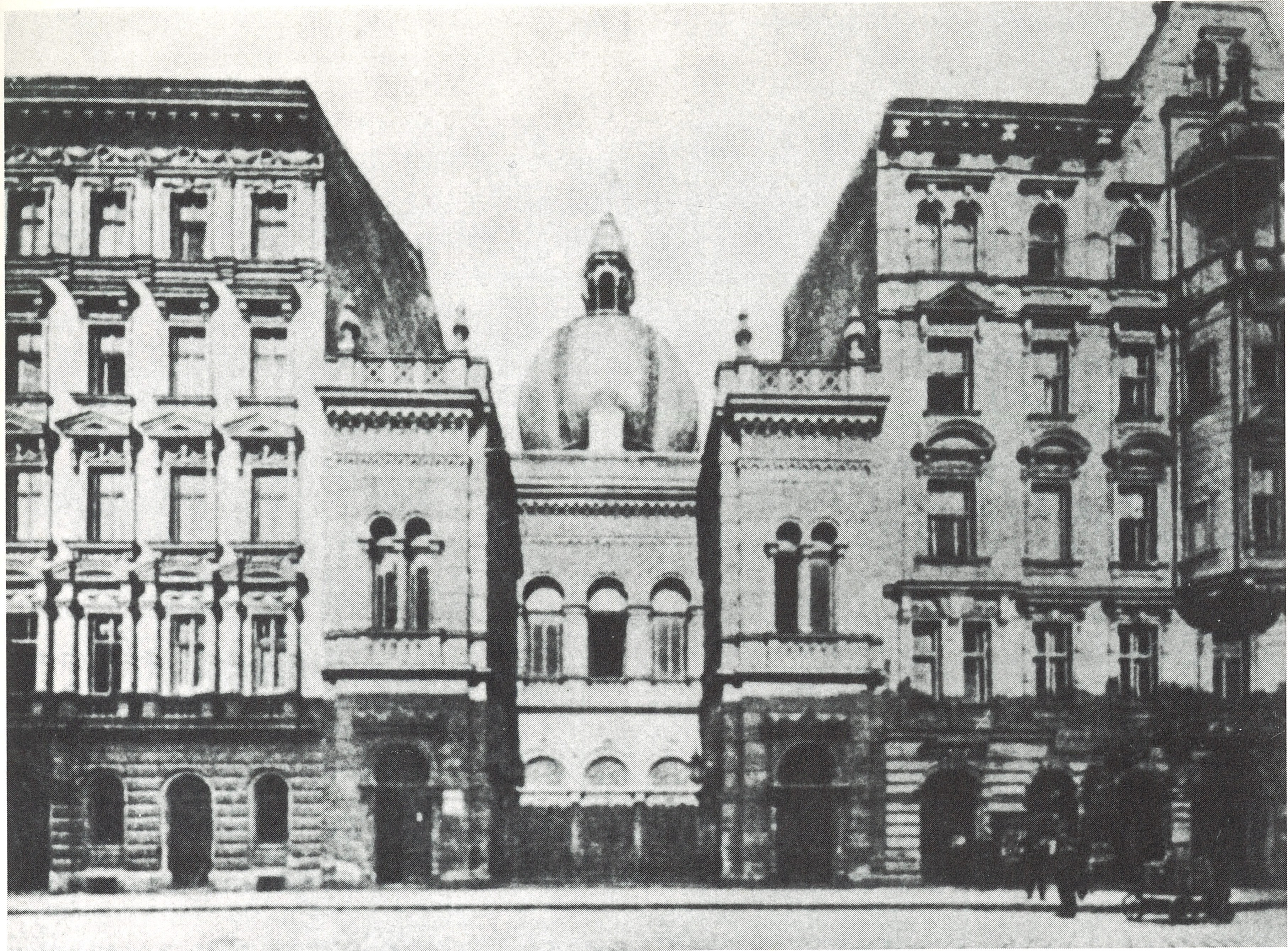
Synagoge de la Leopoldsgasse à Vienne, inaugurée en 1893 et détruite lors de la nuit de Cristal en 1938; carte postale ancienne avec une vue idéalisée
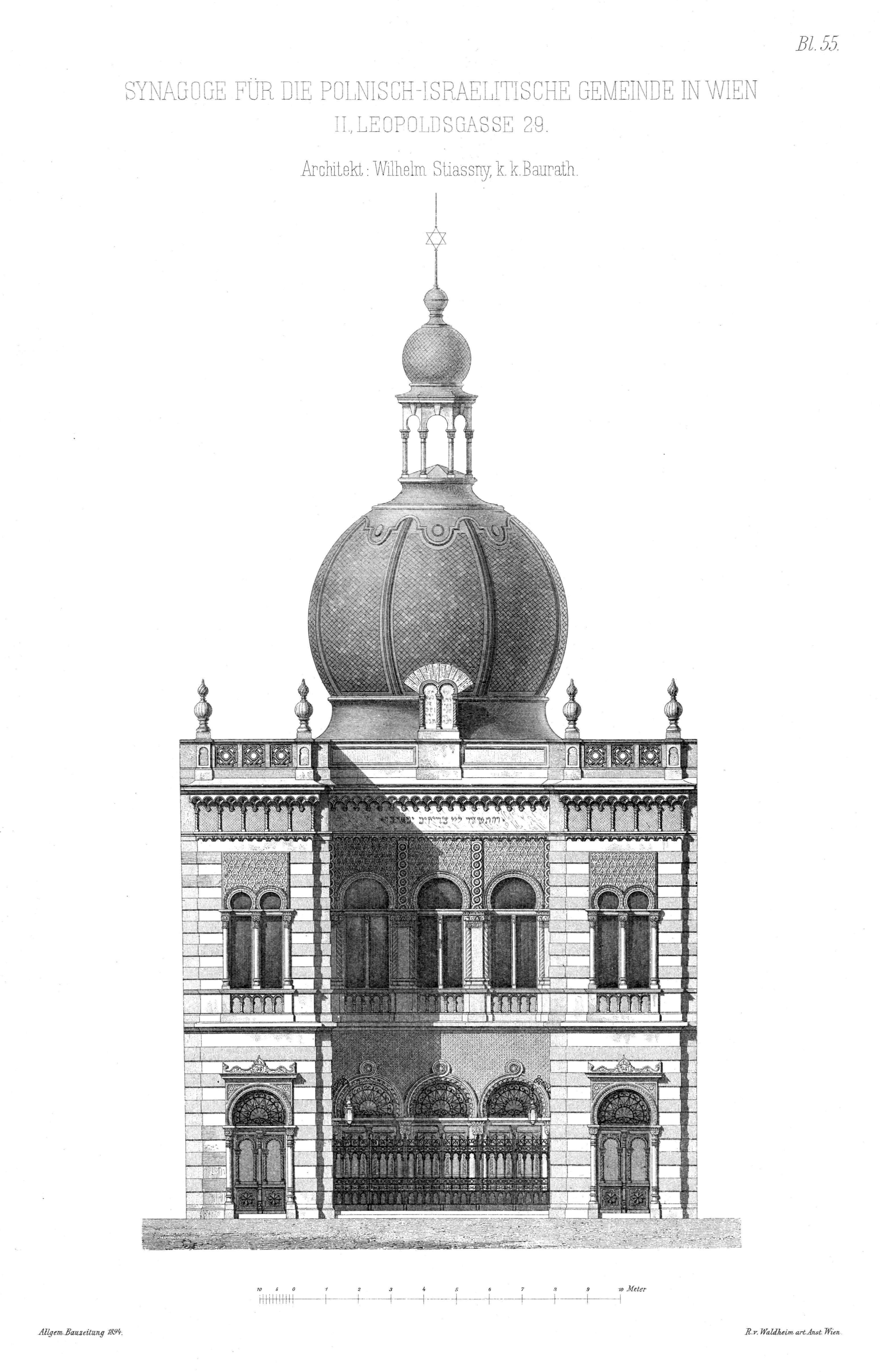
Synagogue de la Leopoldsgasse à Vienne, d'après la revue Allgemeine Bauzeitung; 1894
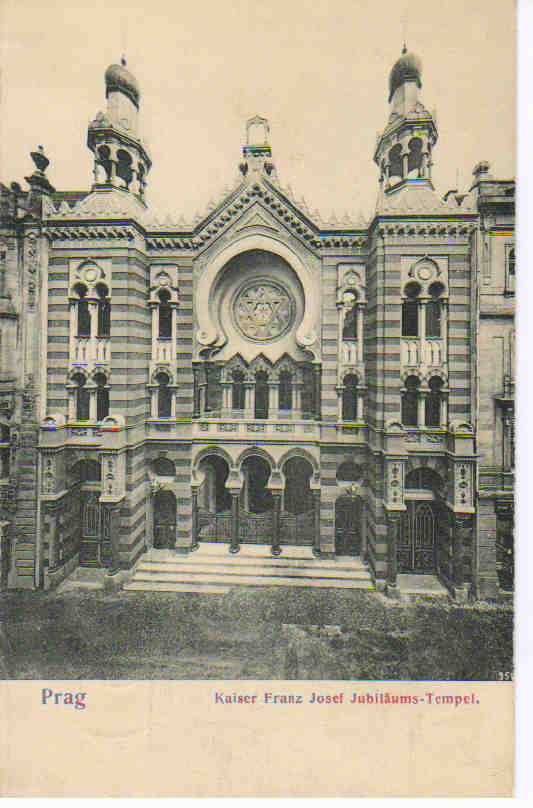
Synagogue jubilaire, à Prague, inaugurée en 1904; carte postale ancienne

## Littérature
- (de):  Felix Czeike: Historisches Lexikon Wien; volume: 5; éditeur: Kremayr & Scheriau; Vienne; 1997; page: 345;  (ISBN 3218007402 et 978-3218007405)
- (de):  Satoko Tanaka: Wilhelm Stiassny (1842–1910). Synagogenbau, Orientalismus und jüdische Identität; thèse universitaire; Université de Vienne; 2009